# Cygnus CRS Orb-3
Cygnus CRS Orb-3 còn được gọi Orbital Sciences CRS Flight 3 hay Orbital 3 (Orb-3) là phi vụ phóng tên lửa vận chuyển hàng hóa không người lái Cygnus (do tập đoàn Orbital Sciences sản xuất) rời mặt đất vào lúc 22:22:38 ngày 28/10/2014 UTC tại sân bay MARS Quận Accomack, Virginia, Hoa Kỳ.